# Granville (Metro de Chicago)
Granville es una estación en la línea Roja del Metro de Chicago. La estación se encuentra localizada en 1119 West Granville Avenue en Chicago, Illinois. La estación Granville fue inaugurada el 16 de mayo de 1908.  La Autoridad de Tránsito de Chicago es la encargada por el mantenimiento y administración de la estación. Una estación policial administrada en conjunto con la Universidad Loyola Chicago y el Departamento de Policía de Chicago fue inaugurado en las afueras de Granville en marzo de 2006.

## Descripción
La estación Granville cuenta con 1 plataforma central y 4 vías. 

## Conexiones
La estación es abastecida por las siguientes conexiones: 
- Rutas del CTA Buses: #36 Broadway #136 Sheridan/LaSalle Express